# Brande Idrætsforening
Brande Idrætsforening er en dansk fodboldklub fra Brande i Jylland, som spiller sine hjemmekampe på Brande Stadion.
Klubben blev stiftet den 29. april 1906 under navnet Brande Fodboldforening, men allerede året efter blev navnet ændret til det nuværende. Igennem historien har den haft flere sportsgrene på programmet, herunder gymnastik, atletik, håndbold, orienteringsløb og skiløb, men i dag er den en "ren" fodboldklub.
Brande IF havde sin storhedstid i 1950'erne, hvor klubben spillede syv sæsoner i 3. division. I 1988-89 blev det til yderligere to sæsoner i landets tredjebedste række, men siden da har klubben ikke været repræsenteret i divisionerne.